# 亞歷山大·穆勒
亞歷山大·穆勒（法語：Alexandre Müller，1997年2月1日—）是法國職業網球運動員。2025年1月在中銀香港公開賽贏得生涯首座巡迴賽冠軍，並在4月創下生涯最高單打世界排名第39位。
穆勒自2014年轉為職業選手後，在ATP挑戰賽及ITF巡迴賽則收穫17座冠軍。

## 職業生涯

### 2017-2019：大滿貫首秀
穆勒在2017年法國網球公開賽獲得單打外卡，首次亮相ATP巡迴賽正賽，但首輪遭蒂亞戈·蒙泰羅淘汰。2019年法網從會外赛晉級仍止步首輪，敗給了罗伯托·卡瓦列斯·巴埃纳。

### 2021：大滿貫首勝、世界前200名
穆勒1月在2021年澳洲網球公開賽以幸運落敗者身分戰勝了胡安·伊格納西奧·隆德羅，取得大滿貫首場比賽勝利。2月世界排名首度進入前200，來到第194位。

### 2022：挑戰賽冠軍、世界前150名
穆勒6月在布盧瓦站擊敗尼古拉·米洛耶維奇贏得首座挑戰賽冠軍後，7月首次進入世界前150，來到第149位。

### 2023：巡迴賽決賽、世界前100名
穆勒2月從卡達公開賽會外赛晉級，更首次打進巡迴賽八強，不過敗給了安迪·穆雷。
4月在哈桑二世大獎賽八強賽戰勝賽會頭號種子洛伦佐·穆塞蒂，但首場巡迴賽決賽不敵卡瓦列斯·巴埃纳獲得亞軍。賽後世界排名躋身百強之列，來到第96位。
5月在義大利公開賽首次亮相大師賽，並擊敗凱爾·埃德蒙取得大師賽比賽首勝。
6月在艾米利亞-羅馬涅站擊敗弗朗切斯科·马埃斯特雷利贏得125級別挑戰賽冠軍。
7月和9月首次亮相溫布頓、美國網球公開賽兩項大滿貫正賽；其中溫布頓擊敗同胞阿蒂尔·林德克内希後輸給了頭號種子卡洛斯·阿尔卡拉斯，美網首輪即遭當屆冠軍諾瓦克·喬科維奇直落三淘汰。

### 2024：戰勝世界前十、大師賽第四輪
穆勒1月從奧克蘭站會外賽晉級，戰勝弗朗西斯科·塞倫多洛打進八強；賽後世界排名進到前75，最高來到第71位。2月在卡達站首輪敗給了穆雷，這也是穆雷自2023年10月以來的首場勝利（此前達6連敗）。
穆勒5月在義大利大師賽以會外赛選手身分，首度戰勝世界前十、甫奪得馬德里冠軍的安德烈·盧布列夫，晉級大師賽第四輪。前兩輪擊敗富喬維奇·馬頓和阿蒂尔·菲斯，最終敗給了當屆亞軍尼古拉斯·雅里。
6月在里昂站時隔一年再次打入挑戰賽決賽；並在7月聖馬利諾站擊敗曾俊欣，贏得一年多來的首座挑戰賽冠軍。
10月在上海大師賽第二輪擊敗费利克斯·奥热-阿利亚西姆，但第三輪輸給了斯特凡諾斯·西西帕斯。

### 2025：250賽冠軍、500賽決賽、世界前40名
穆勒1月在中銀香港公開賽擊敗錦織圭，贏得生涯首座ATP巡迴賽（250賽）冠軍。
2月在里約站首次打入500賽決賽，是首位法國決賽選手。首輪擊敗新生代總冠軍若昂·豐塞卡外，另戰勝三名阿根廷選手，托马斯·马丁·埃切韦里、4號種子塞倫多洛和弗朗西斯科·科梅萨尼亚；穆勒在過去16場對陣阿根廷選手戰績15勝1負（紅土球場為10勝0負），但在決賽不敵阿根廷的衛冕冠軍塞瓦斯蒂安·巴埃斯。

## ATP巡迴賽

#### 單打：3次（1冠）
| 賽事級別             |
| -------------------- |
| 大滿貫（0-0）        |
| ATP1000大師賽（0-0） |
| ATP500賽（0-1）      |
| ATP250賽（1-1）      |

| 場地材質    |
| ----------- |
| 硬地（1-0） |
| 紅土（0-2） |
| 草地（0-0） |

| 場地類型    |
| ----------- |
| 室外（1-2） |
| 室內（0-0） |

| 賽果 | 勝負 | 日期      | 賽事                      | 級别  | 場地類型 | 對手                   | 比分               |
| ---- | ---- | --------- | ------------------------- | ----- | -------- | ---------------------- | ------------------ |
| 負   | 0–1  | 2023年4月 | 摩洛哥 哈桑二世網球大獎賽 | 250賽 | 紅土     | 罗伯托·卡瓦列斯·巴埃纳 | 6–4, 6–7(3–7), 2–6 |
| 勝   | 1–1  | 2025年1月 | 香港 香港網球公開賽       | 250賽 | 硬地     | 錦織圭                 | 2–6, 6–1, 6–3      |
| 負   | 1–2  | 2025年2月 | 巴西 里約網球公開賽       | 500賽 | 紅土     | 塞瓦斯蒂安·巴埃斯      | 2–6, 3–6           |

## ATP挑戰賽

### 單打: 6次 (3冠)
| 賽事級別        |
| --------------- |
| ATP挑戰賽 (3–3) |

| 場地材質   |
| ---------- |
| 硬地 (0–2) |
| 紅土 (3–1) |

| 賽果 | 勝負 | 日期      | 賽事          | 級别   | 場地類型 | 對手                    | 比分               |
| ---- | ---- | --------- | ------------- | ------ | -------- | ----------------------- | ------------------ |
| 負   | 0–1  | 2019年9月 | 英國 格拉斯哥 | 挑戰賽 | 室內硬地 | 埃米尔·鲁苏沃里         | 3–6, 1–6           |
| 勝   | 1–1  | 2022年6月 | 法國 布盧瓦   | 挑戰賽 | 紅土     | 尼古拉·米洛耶維奇       | 7–6(7–3), 6–1      |
| 負   | 1–2  | 2023年2月 | 美國 威科     | 挑戰賽 | 硬地     | 亚历山大·科瓦切维奇     | 3–6, 6–4, 2–6      |
| 勝   | 2–2  | 2023年6月 | 義大利 帕爾馬 | 挑戰賽 | 紅土     | 弗朗切斯科·马埃斯特雷利 | 6–1, 6–4           |
| 負   | 2–3  | 2024年6月 | 法國 里昂     | 挑戰賽 | 紅土     | 雨果·加斯頓             | 2–6, 6–1, 1–6      |
| 勝   | 3–3  | 2024年7月 | 聖馬利諾      | 挑戰賽 | 紅土     | 曾俊欣                  | 6–3, 4–6, 7–6(7–3) |

### 雙打: 3次 (2冠)
| 賽事級別        |
| --------------- |
| ATP挑戰賽 (2–1) |

| 場地材質   |
| ---------- |
| 硬地 (0–1) |
| 紅土 (2–0) |

| 賽果 | 勝負 | 日期      | 賽事          | 級别   | 場地類型 | 搭檔            | 對手                                    | 比分                  |
| ---- | ---- | --------- | ------------- | ------ | -------- | --------------- | --------------------------------------- | --------------------- |
| 勝   | 1–0  | 2019年6月 | 法國 布盧瓦   | 挑戰賽 | 紅土     | 科朗坦·德诺利   | 塞爾吉奧·加爾多斯 安德烈亞斯·西耶斯特倫 | 7–5, 6–7(5–7), [10–6] |
| 負   | 1–1  | 2022年2月 | 印度 班加羅爾 | 挑戰賽 | 硬地     | 雨果·格勒尼耶   | 沙奇斯·米內尼 拉姆库马尔·拉马纳坦       | 3–6, 2–6              |
| 勝   | 2–1  | 2022年4月 | 義大利 聖雷莫 | 挑戰賽 | 紅土     | 若弗雷·布朗卡诺 | 弗拉维奥·科博利 马泰奥·吉甘特           | 4–6, 6–3, [11–9]      |

## 外部連結
- 亞歷山大·穆勒（英文/西班牙文）的官方資料
- 亞歷山大·穆勒的官方资料